# Śmierć

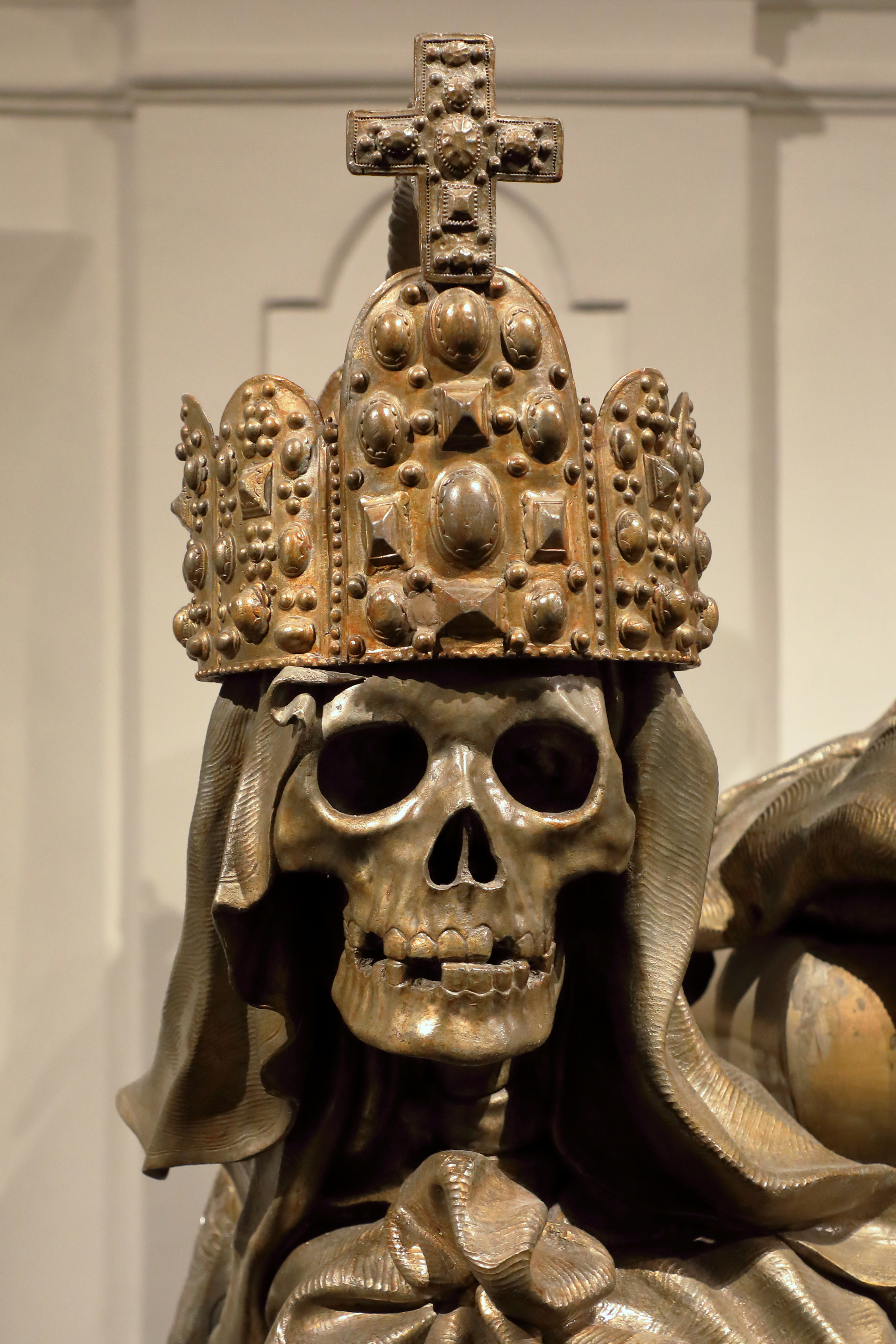
W kulturze zachodniej powszechnym symbolem śmierci jest ludzki szkielet.

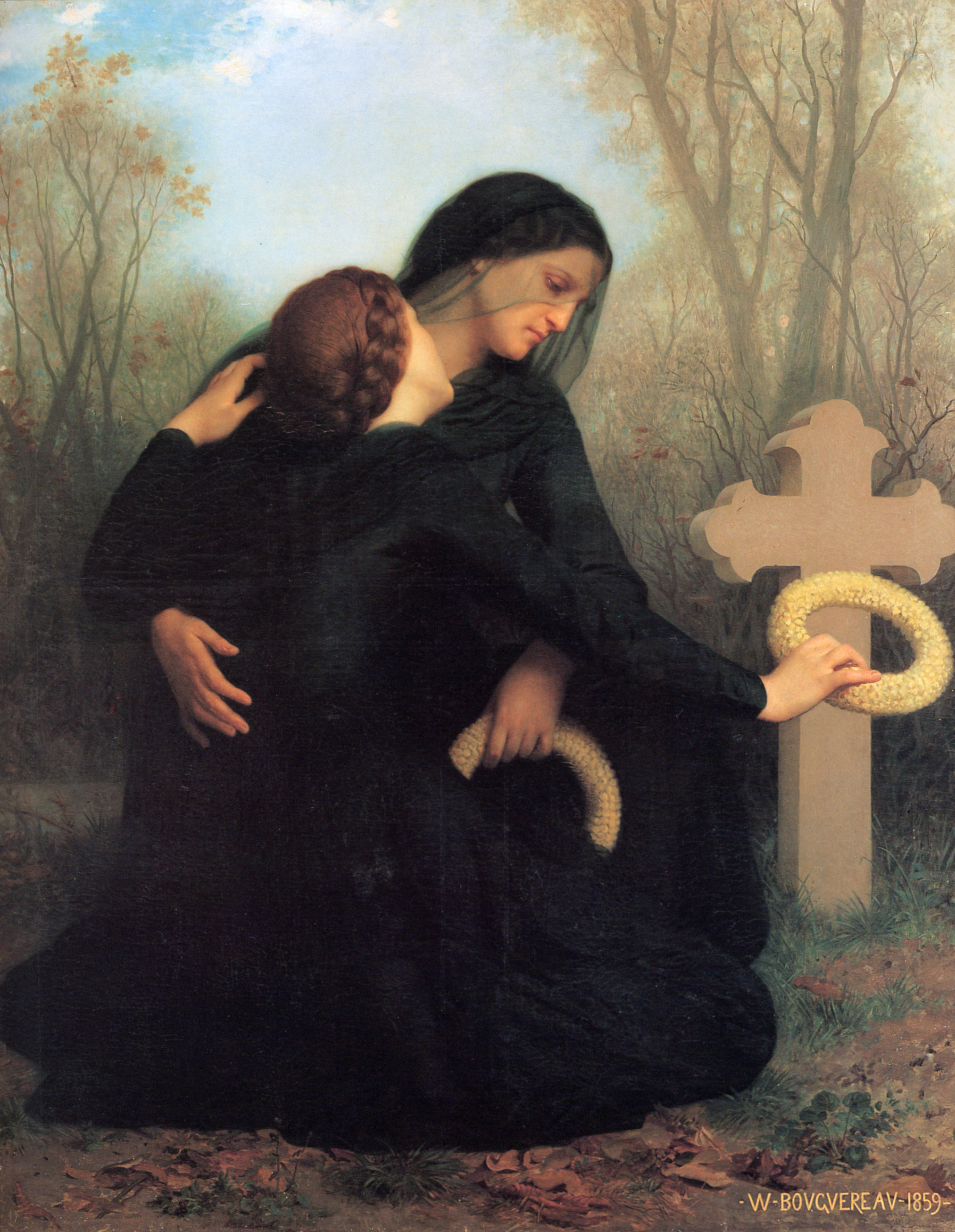
The Day of the Dead (Dzień Zmarłych), obraz Williama-Adolphe’a Bouguereau.

Śmierć (łac. mors, exitus letalis) – stan charakteryzujący się ustaniem oznak życia, spowodowany nieodwracalnym zachwianiem równowagi funkcjonalnej i załamaniem wewnętrznej organizacji ustroju. Do zjawisk, które doprowadzają do stanu śmierci, zalicza się m.in. starzenie się, drapieżnictwo, niedożywienie, choroba, samobójstwo, zabójstwo lub odwodnienie. Ciała martwych organizmów zaczynają rozkładać się po krótkim czasie od momentu śmierci.
Wspólnym elementem większości wierzeń ludów świata jest życie pozagrobowe, które w zależności od popełnionych przez człowieka czynów może być dla niego nagrodą lub sądem oraz karą.
Poza śmiercią całego organizmu można także wyróżnić śmierć:
- poszczególnych organów (np. kory mózgu, serca, nerek, wątroby)
- komórek.

Pojęcie śmierci rozmywa się w przypadku organizmów zdolnych do regeneracji brakujących części ciała (np. pierścienice), roślin (u których możliwe jest odtworzenie całego organizmu nawet z jednej komórki), czy też bakterii wytwarzających zarodniki (formy przetrwalnikowe).

## Etymologia
Termin śmierć pochodzi od prasłowiańskiego sъmьrtь, odwołującego się do tego samego zjawiska, które z kolei wywodzi się z sanskryckiego sumṛtaḥ, oznaczającego dobrą śmierć.

## Pokrewne określenia
Pojęcie, koncepcja, oznaki śmierci oraz rodzaje dyskusji przeprowadzonych na jej temat doprowadziły do powstania wielu terminów i eufemizmów odnoszących się do niej. Mówiąc o danej zmarłej osobie, często używane są terminy takie jak odejść, zginąć, skonać lub zgasnąć. W przypadku ciała zmarłego, używa się terminów zwłoki lub trup. Natomiast, jeśli ciało w wyniku rozkładu zostanie pozbawione mięsa, wtedy odwoływać się do niego będą określenia szkielet, kościotrup lub szczątki. Nie używa się z kolei terminu padlina, gdyż odwołuje się on do zwłok zwierzęcych.
Synonimami słowa śmierć są m.in. zgon, zejście, wieczny spoczynek, kres życia, odejście na wieki i sen wieczny.

## Definicje śmierci człowieka

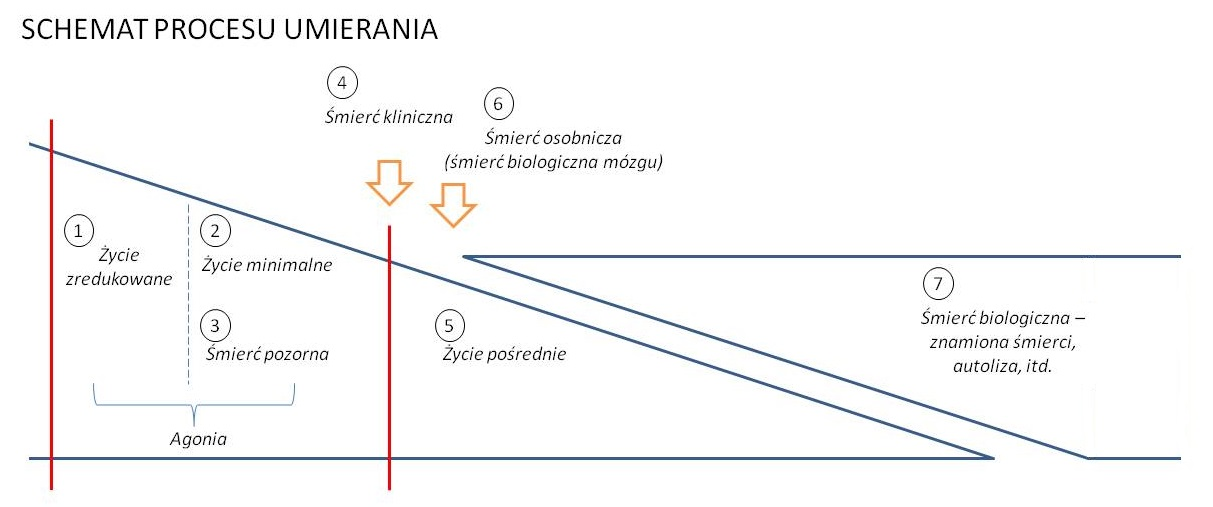
Schemat procesu umierania

Przez stulecia obowiązywała tzw. tradycyjna definicja śmierci. Według niej śmierć człowieka następowała w momencie ustania wszelkiej czynności oddechowej oraz krążenia, przy czym za dokładny moment śmierci zazwyczaj uznawano ostatni oddech lub częściej ostatnie wysłuchane uderzenie serca (łac. cor ultimum moriens).
W wyniku rozwoju technik reanimacyjnych i anestezjologicznych stało się możliwym podtrzymanie wentylacji płuc i krążenia metodami sztucznymi. Stan ten wymógł powstanie tzw. nowej definicji śmierci. W tej definicji podstawę do uznania człowieka za zmarłego stanowi śmierć całego mózgu (łac. mors biologica cerebri).
W późniejszym okresie zauważono, że śmierć komórek mózgu nie następuje jednocześnie. W związku z tym powstała tzw. nowa zmodyfikowana definicja śmierci. Stwierdza ona, że śmierć pnia mózgu implikuje śmierć mózgu jako całości, choć nie oznacza, że w momencie stwierdzenia śmierci pnia martwe są również wszystkie komórki mózgu. Według tej definicji śmierć pnia mózgu jest niezbędnym i wystarczającym warunkiem do uznania osoby za zmarłą.
Zgodnie z artykułem 43a ust. 7 ustawy z dnia 5 grudnia 1996 r. o zawodach lekarza i lekarza dentysty (t.j. Dz. U. z 2023 r. poz. 1516 z późn. zm.), za zmarłą uznaje się osobę, u której stwierdzono trwałe, nieodwracalne ustanie czynności mózgu (śmierć mózgu) lub nieodwracalne zatrzymanie krążenia. Szczegółowe kryteria i opis sposobu stwierdzenia śmierci mózgu oraz nieodwracalnego zatrzymania krążenia zdefiniowane są w załącznikach do obwieszczeń ministra zdrowia z 17 lipca 2007 oraz z 9 sierpnia 2010 r.
Powyższe definicje dotyczą śmierci osobniczej człowieka w sensie prawnym, jednak samo umieranie jest procesem, którego nie można zredukować do jednego momentu, zwłaszcza gdy ma się do czynienia ze śmiercią powolną. W związku z tym wyróżnia się następujące stany:
- agonia – stan labilnej równowagi między życiem, a śmiercią[12]; na agonię składają się:
  - życie zredukowane (vita reducta) – stan, w którym następuje osłabienie procesów fizjologicznych oraz czynności poszczególnych układów organizmu
  - życie minimalne (vita minima) – stan, w którym następuje dalsza dysregulacja funkcji życiowych układów
  - śmierć pozorna nazywana też letargiem – okres zaliczany do życia minimalnego, w którym funkcje życiowe układów krążenia i oddechowego są tak zredukowane, że niewykrywalne przez lekarza normalnymi metodami fizycznymi (nie stwierdza się tętna, nie wysłuchuje się tonów serca), spowodowany różnymi przyczynami (reguła samogłosek Brahmanna)[12]:
    - A = anemia (wykrwawienie), anoksemia (niedotlenienie), alkoholemia
    - E = epilepsja, elektryczność (porażenie prądem lub piorunem)
    - I = injury (uraz czaszki)
    - O = opium (zatrucie środkami nasennymi lub narkotycznymi), ochłodzenie ciała w śniegu, lodzie
    - U = uremia (w wyniku zaburzeń czynności wydzielniczej nerek)
- śmierć kliniczna – jest to całkowite ustanie czynności układów krążenia i oddechowego, które jest jednak odwracalne. Jest to moment oddzielający agonię, w której zmiany są odwracalne od okresu interletalnego, w którym zachodzą zmiany nieodwracalne
- okres interletalny – czas, w którym równolegle występują dwa stany:
  - życie pośrednie (vita intermedia) – jest to okres, w którym można jeszcze od poszczególnych narządów lub tkanek uzyskać właściwe dla tej tkanki reakcje
  - śmierć biologiczna – ustanie wszelkich procesów życiowych komórek.

## Przyczyny śmierci

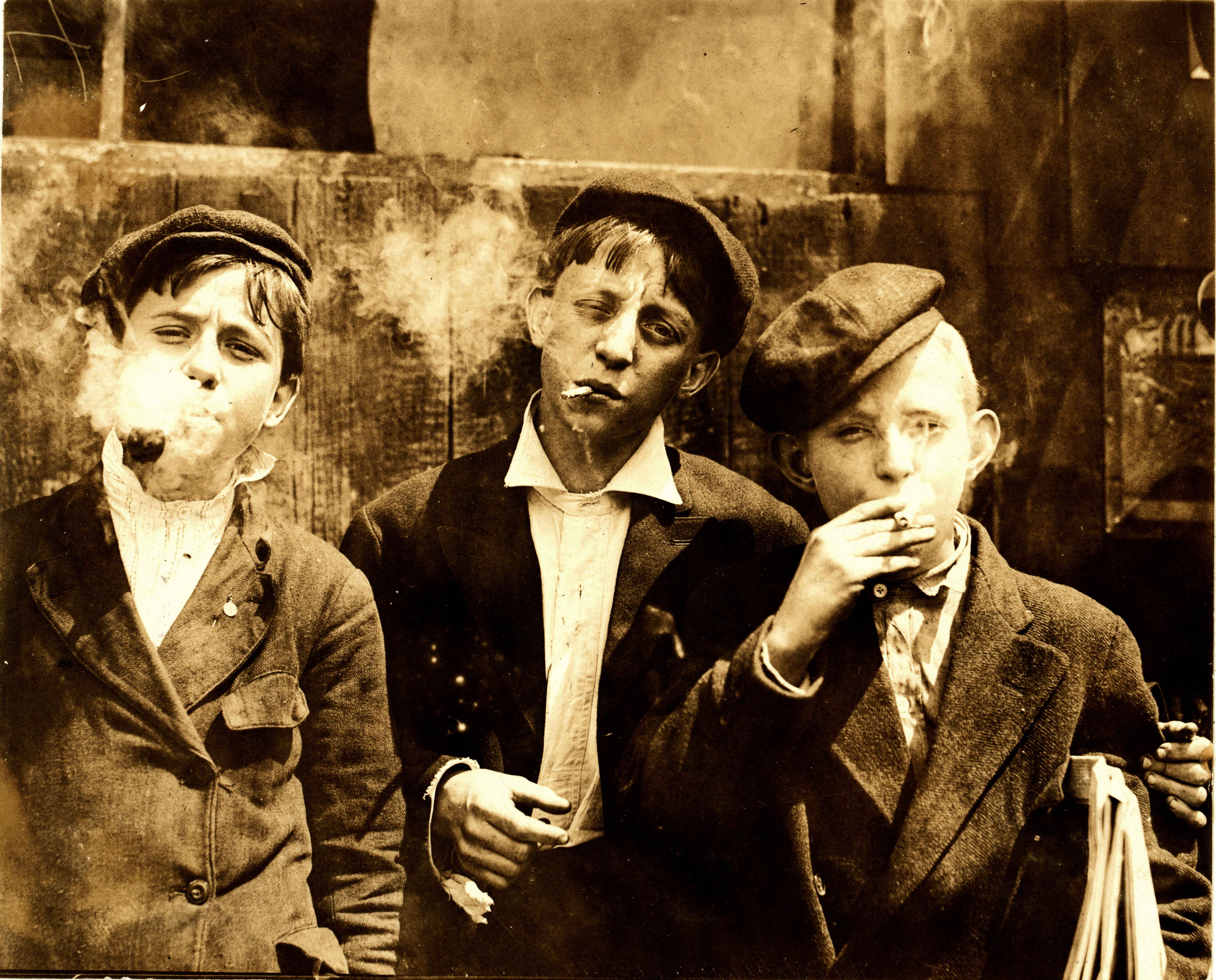
Palenie tytoniu przyczyniło się do ok. 100 milionów zgonów w ciągu XX wieku

Główną przyczyną śmierci człowieka w krajach rozwijających się są infekcje, natomiast w przypadku krajów rozwiniętych są nimi miażdżyca, nowotwór oraz choroby powodowane przez otyłość i proces starzenia się. Starzenie się jest największą uspójnioną przyczyną śmierci w krajach rozwiniętych – prowadzi ona do pojawiania się komplikacji znanych jako choroby wieku starczego. Prowadzą one do utraty homeostazy, co przyczynia się do zatrzymania krążenia, pozbawiającego organizmowi tlen oraz składniki odżywcze, co w ostateczności doprowadza do nieodwracalnego uszkodzenia mózgu oraz innych tkanek. Spośród ok. 150 tys. osób umierających każdego dnia na świecie, ok. 2/3 umiera w wyniku choroby powodowanej przez starość. W krajach przemysłowych wartość ta jest znacznie wyższa, sięgając ok. 90%. W wyniku rozwoju medycyny umieranie stało się stanem, z którym dana osoba może sobie radzić. Zgony domowe, w przeszłości będące powszechnym zjawiskiem, obecnie są stosunkowo rzadkie w krajach rozwiniętych.
Ograniczony dostęp do opieki sanitarnej i nowoczesnej technologii medycznej w krajach rozwijających się powodują, że zakażenia są w nich częstszą przyczyną zgonów niż w krajach rozwiniętych. Jednym z takich zakażeń jest gruźlica (choroba bakteryjna), która przyczyniła się do ok. 1,7 mln zgonów w 2004 roku (1,5 mln w 2014).

### Najczęstsze przyczyny zgonów

#### W Polsce
Zgodnie z danymi Głównego Urzędu Statystycznego z 2012 r. w Polsce codziennie umiera średnio 1029 osób.
- Najczęstszymi przyczynami zgonów są choroby układu krążenia (46% wszystkich zgonów, GUS 2009), choroby nowotworowe (24%) oraz urazy i zatrucia (6%), a średnio około 12 osób dziennie ginie w wypadkach samochodowych[16].

#### Na świecie
Niektóre czynniki chorobotwórcze według śmiertelności w 2015 roku w tysiącach (w nawiasie podano wskaźnik DALY w milionach lat):
- wszystkie poniższe – 32 234 (1015)
  - czynniki środowiskowe i czynniki w miejscu pracy – 9315 (320)
    - skażona woda i brak higieny osobistej – 1766 (95)
    - zatrute powietrze – 6485 (167)
    - ekspozycja na radon i ołów – 558 (11)
    - czynniki w miejscu pracy (zobacz: choroby zawodowe) – 1086 (64)

  - czynniki behawioralne – 22 744 (745)
    - niedożywienie dzieci i matek – 1414 (172)
    - dym papierosowy – 7165 (171)
    - alkohol i narkotyki – 2750 (111)
    - niezdrowa dieta – 12 058 (264)
    - molestowanie i przemoc seksualna – 281 (21)
    - niebezpieczny seks – 1452 (79)
    - zbyt niska aktywność fizyczna – 1605 (35)

  - czynniki metaboliczne – 16 860 (382)

W porównaniu z 2005 rokiem liczba śmierci z powyższych przyczyn wzrosła o 4,9% (wskaźnik DALY spadł o 5,6%). Największy procentowy wzrost liczby śmierci zanotowano w kategorii „zbyt niska aktywność fizyczna” (o 18,9%), a największy spadek w kategorii „niedożywienie dzieci i matek” (spadek o 38%).

## Rodzaje śmierci
Można wyróżnić kilka rodzajów śmierci, ze względu na czynniki, które ją spowodowały:
- śmierć fizjologiczna (naturalna) – następuje wskutek procesów starzenia się[19],
- śmierć ekologiczna (nienaturalna) – następuje wskutek działania czynników środowiska[19],
- śmierć z przyczyn chorobowych – następuje z powodu choroby,
- śmierć gwałtowna – w następstwie urazu (mechanicznego, chemicznego, termicznego, radiacyjnego itp.) i przeciwstawiana śmierci naturalnej.

Ze względu na szybkość zgonu podział jest następujący:
- śmierć powolna – zgon poprzedzony jest agonią trwającą od kilku minut do wielu godzin,
- śmierć nagła – do zgonu dochodzi natychmiast – w ciągu kilku sekund.

Określenie śmierć gwałtowna, powolna nie jest zatem nielogiczne, gdyż dotyczy śmierci następującej powoli z powodu urazu.
W zależności od wyników sekcji zwłok:
- przyczyny śmierci powodujące zmiany anatomiczne (uraz mechaniczny, działanie czynników fizyko–chemicznych),
- śmierć czynnościowa, nie powodująca zmian anatomicznych (uduszenia, zatrucia lekami i innymi substancjami, SIDS, zaburzenia rytmu serca).

## Starzenie się

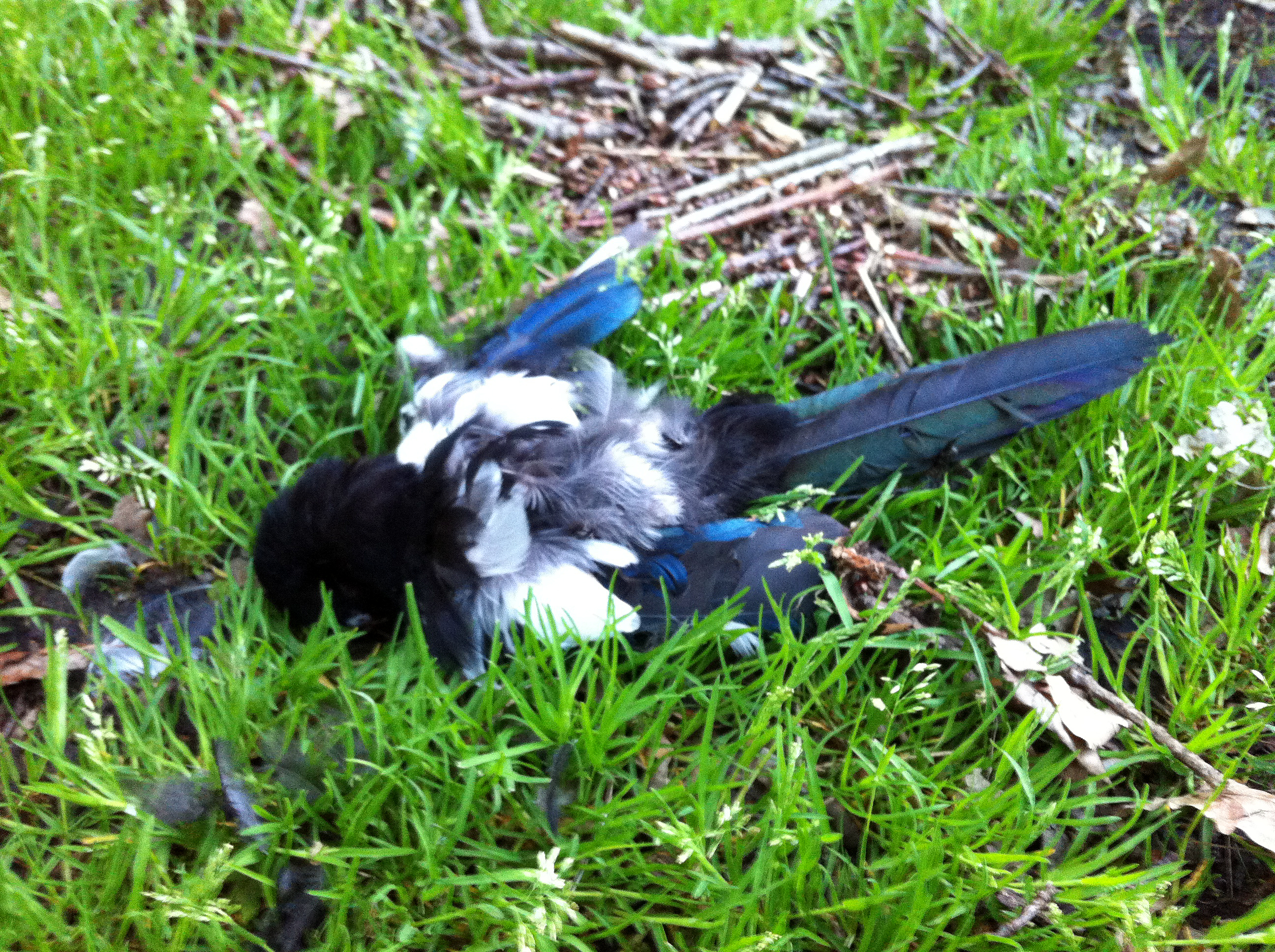
Martwa sroka zwyczajna

Starzenie się odwołuje się do sytuacji, kiedy istota żywa przeżyła wszelkie klęski lub innego rodzaju nieszczęścia, lecz ostatecznie umiera w wyniku starości. Starzenie się jest przyczyną osłabienia aktywności komórkowej oraz stałymi zmianami zachodzącymi w normalnym sposobie funkcjonowania organizmu. Skłonność komórek do stopniowego degenerowania oraz umierania oznacza, że są one skazane na stałą utratę swojej masy, nawet pomimo wznowienia aktywności oraz reakcji metabolicznych.
Niemal wszystkie zwierzęta, które przeżyły spotkania z zewnętrznymi niebezpieczeństwami, umierają w wyniku procesu starzenia się. Wiele organizmów doświadcza tzw. zaniedbywalne starzenie się, nawet jeśli wykazują nieśmiertelność biologiczną. Do organizmów tych zaliczają się m.in. meduza Turritopsis dohrnii, hydry oraz planarie.
Szacuje się, że w wyniku wszystkich przyczyn śmierci umiera ok. 150 tys. osób dziennie. Około dwie trzecie z nich umiera bezpośrednio lub pośrednio w wyniku starzenia się. W krajach wysoko rozwiniętych (np. w Stanach Zjednoczonych, Wielkiej Brytanii i w Niemczech) wartość ta wynosi prawie 90%.
Śmierć fizjologiczna (naturalna) obecnie jest uważana bardziej za proces niż za zdarzenie, ponieważ nawet jeśli raz wykonana diagnoza stanu zdrowia będzie oznajmowała śmierć danej osoby, obecny poziom rozwoju medycyny pozwoli na wystąpienie punktu zwrotnego między życiem a śmiercią, m.in. poprzez monitorowanie funkcji życiowych, w tym funkcji mózgu.
Położenie granicy między życiem a śmiercią w tym procesie jest zależne od czynników niezależnych od obecności lub nieobecności procesów życiowych. Oznacza to, że śmierć kliniczna nie jest ani potrzebna, ani wystarczająca, aby stwierdzić zgon danej osoby. Zgon bez wystąpienia śmierci klinicznej można stwierdzić m.in. w przypadku, kiedy u pacjenta z pracującym sercem oraz płucami została stwierdzona śmierć mózgu.
Wraz z rozwojem wiedzy naukowej i medycyny coraz bardziej problematyczna staje się precyzyjna medyczna definicja śmierci.

## Diagnoza

### Definicje śmierci i ich problematyka

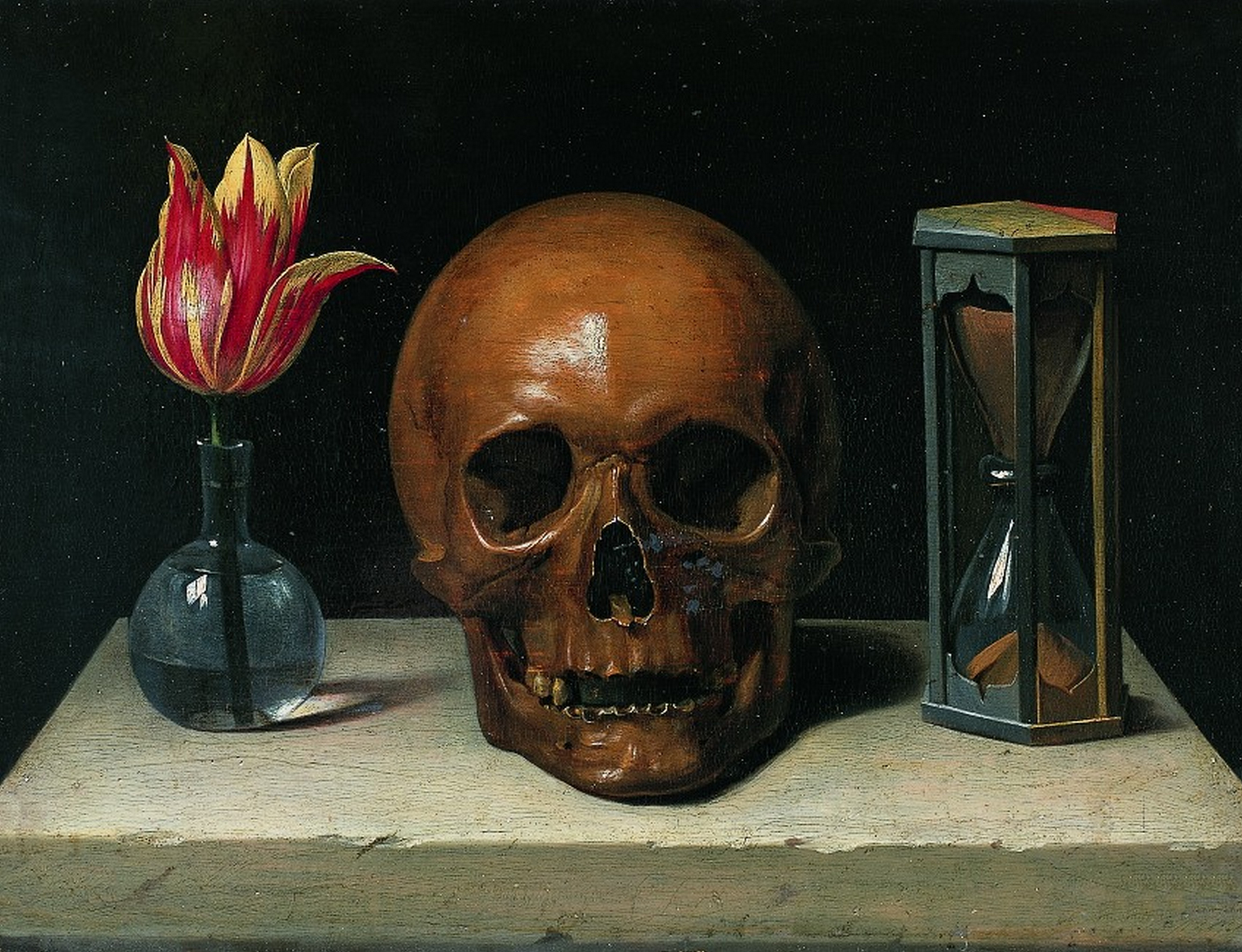
Kwiat, czaszka i klepsydra, odpowiadające kolejno życiu, śmierci oraz czasowi. Philippe de Champaigne, Vanitas (ok. 1671)

Pojęcie śmierci jest kluczem do zrozumienia tego zjawiska. Obecnie istnieje wiele podejść naukowych do tego pojęcia – dla przykładu, śmierć mózgowa, której analizy dokonują nauki medyczne, definiuje śmierć jako chwilę, w której ostatecznie ustaje aktywność mózgu.
Jednym z problemów w zdefiniowaniu śmierci jest odróżnienie jej od życia. Śmierć jako punkt w czasie wydaje się odwoływać do chwili, w której kończy się życie. Ustalenie, kiedy nastąpiła śmierć, wymaga określenia dokładnej konceptualnej granicy między życiem, a śmiercią. Problemem jest zbyt mały konsensus dotyczący tego, jak zdefiniować życie. Problem ten jest jednym ze szczególnych w zdefiniowaniu życia w kontekście medycyny.
Możliwe jest zdefiniowanie życia pod względem świadomości. Zgon organizmu można stwierdzić w przypadku, kiedy ustaje działanie świadomości. Jedną z wad tego podejścia jest jednak to, że istnieje wiele organizmów, które są żywe, lecz mogą nie posiadać świadomości (m.in. organizmy jednokomórkowe). Innym problemem jest definicja świadomości – istnieje wiele tego typu definicji, stworzonych przez współczesnych naukowców, filozofów oraz psychologów. Oprócz tego, wiele tradycji religijnych, w tym abrahamowych i dharmicznych, utrzymuje, że śmierć nie (lub prawdopodobnie nie) wiąże się ze świadomością. W niektórych kulturach śmierć jest w większym stopniu procesem, aniżeli pojedynczym wydarzeniem, co implikuje powolną przemianę z jednego stanu duchowego w inny.
W przeszłości próby zdefiniowania konkretnego momentu śmierci człowieka były problematyczne. Przez pewien czas śmierć była definiowana jako ustanie bicia serca (nagłe zatrzymanie krążenia) oraz oddychania, jednak rozwój resuscytacji krążeniowo-oddechowej oraz defibrylacji pokazały, że definicja ta jest nieadekwatna, ponieważ czynności oddechowe i krążeniowe miejscami mogą zostać wznowione. Zdarzenia, które w przeszłości były przyczynowo związane ze śmiercią, nie są śmiercionośne we wszystkich okolicznościach – dla przykładu, organizm z niefunkcjonującym sercem lub płucami może zostać utrzymany przy życiu pod warunkiem podłączenia go do przyrządu podtrzymującego życie, przeszczepienia narządów oraz stałej elektrostymulacji serca.
Obecnie, kiedy wymagana jest definicja chwili śmierci, lekarze w celu określenia, że dana osoba nie żyje, z reguły używają terminów takich jak „śmierć mózgowa” lub „śmierć naturalna”. Osoba jest uważana za zmarłą, kiedy ustaje aktywność elektryczna mózgu. Przypuszcza się, że zatrzymanie aktywności elektrycznej mózgu powoduje utratę świadomości. Aby uznać śmierć danej osoby, utrata świadomości musi być ostateczna.
Zjawisko śmierci mózgowej przez wielu uczonych jest uważane za problematyczne, co potwierdza m.in. amerykański bioetyk Franklin G. Miller, według którego „pod koniec lat 90. XX w. zrównanie śmierci mózgowej ze śmiercią istoty ludzkiej stawało się coraz większym wyzwaniem dla uczonych, co jest oparte na badaniach funkcji biologicznych wykazywanych u pacjentów, u których mają miejsce pewne czynniki, które utrzymują wentylację mechaniczną w wybranym okresie. Pacjenci ci utrzymywali zdolność do utrzymania cyrkulacji i oddychania, kontrolowania temperatury, wydalania, gojenia ran, walki z zakażeniami oraz, co najważniejsze, do noszenia płodu (w przypadku kobiet w ciąży, u których wystąpiła śmierć mózgowa).”
Badacze utrzymujący, że do istnienia stanu świadomości wymagana jest jedynie kora nowa mózgu (neocortex), w niektórych przypadkach dowodzą, że przy definiowaniu śmierci powinna być rozważana tylko aktywność elektryczna. W ostateczności możliwe jest, że kryterium śmierci jest trwałą i nieodwracalną utratą procesów poznawczych, co jest widoczne m.in. podczas śmierci kory mózgowej, w związku z czym nadzieja na przywrócenie osobowości oraz procesu myślenia, przy obecnej technologii medycznej, przepadnie. Mimo to, w wielu przypadkach przyjmuje się bardziej konserwatywną definicję śmierci – nieodwracalne ustanie aktywności elektrycznej całego mózgu (m.in. w przypadku Uniform Determination of Death Act w Stanach Zjednoczonych). W 2005 roku, w wyniku przypadku Terri Schiavo, wśród amerykańskich polityków miała miejsce dyskusja dotycząca śmierci mózgowej oraz sztucznego żywienia.

### Śmierć w ramach prawa
Śmierć człowieka powoduje konsekwencje prawne, które mogą różnić się w zależności od jurysdykcji. W wyniku zgonu wydawana jest karta zgonu, którą może wystawić osobiście lekarz lub urząd administracyjny, któremu przekazana została deklaracja śmierci wystawiona wcześniej przez lekarza.

### Błędna diagnoza

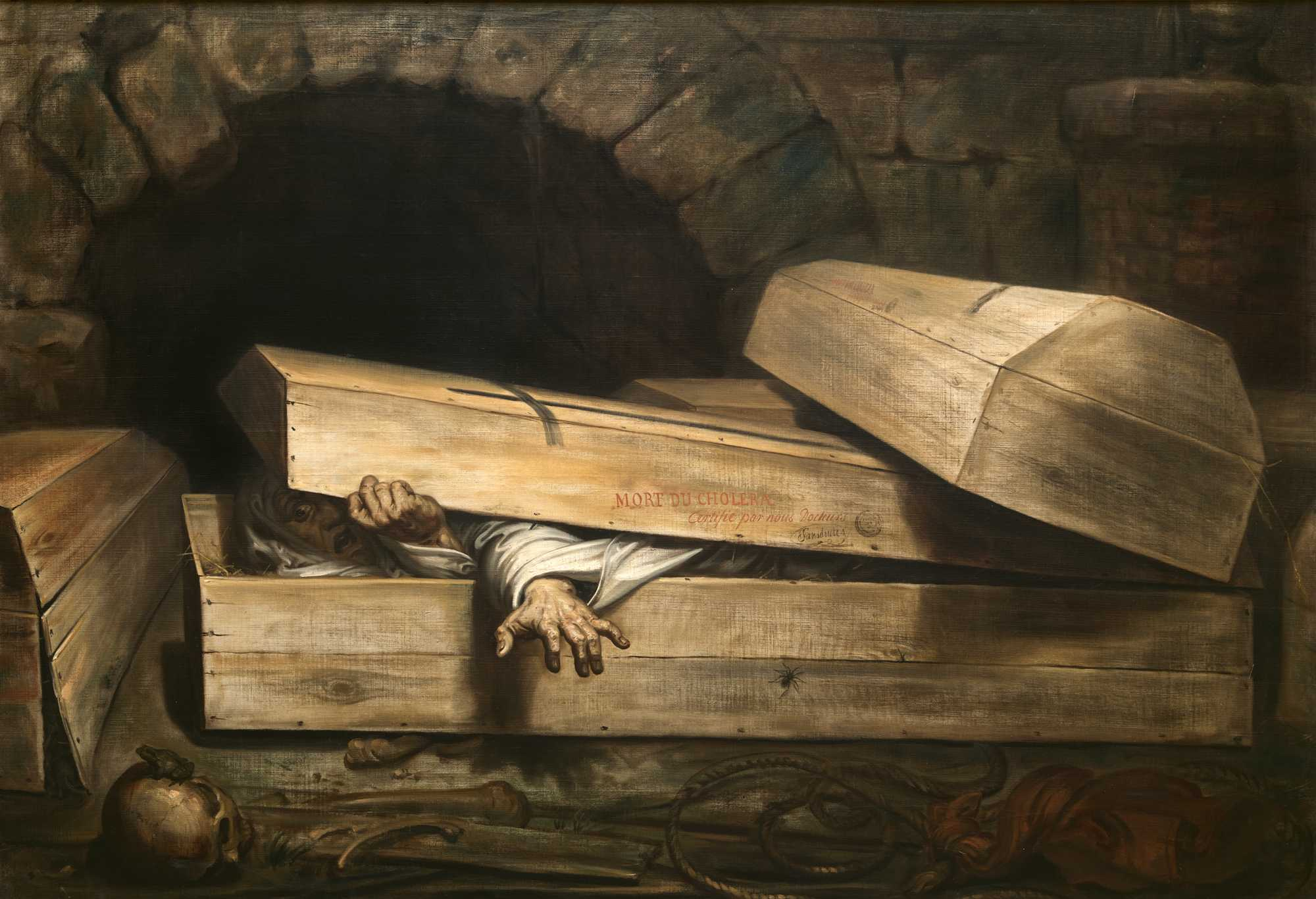
Obraz Antoine’a Wiertza pod tytułem Przedwczesny pogrzeb przedstawiający mężczyznę pochowanego żywcem

Istnieje wiele anegdotycznych wzmianek o ludziach, którzy zostali uznani za zmarłych przez lekarzy, lecz po pewnym czasie powrócili do życia – czasami w ciągu kilku dni po pogrzebie lub w początkowej fazie procesu mumifikacji. Od połowy XVIII wieku obecny był powszechny strach przed byciem omyłkowo pochowanym żywcem, miało miejsce również dużo debat na temat niepewności co do znamion śmierci. Powstały różne sugestie, dzięki którym można poddawać ocenie znamiona życia przed pochówkiem – zaliczają się do nich m.in. umieszczenie octu i pieprzu w jamie ustnej zwłok oraz przyłożenie gorącego pogrzebacza do stopy lub odbytnicy. W 1895 roku lekarz J.C. Ouseley stwierdził, że w Anglii i Walii aż 2700 osób zostaje co roku przedwcześnie pochowanych, chociaż inni szacowali, że dochodziło mniej więcej do 800 takich pochówków. W przypadku rażenia prądem elektrycznym, resuscytacja krążeniowo-oddechowa, mająca miejsce godzinę lub dłużej, pozwala nieaktywnym nerwom zregenerować się, tym samym pomagając przeżyć pozornie zmarłej osobie. Nieprzytomne osoby, znajdowane nieprzytomne w lodowatej wodzie, mogą przeżyć nawet, jeśli ich twarze pozostają chłodne do czasu przybycia na szpitalny oddział ratunkowy. Zjawisko, w którym aktywność metaboliczna oraz wymagania tlenowe spadają do minimalnych wartości, jest znane jako odruch nurkowania.
Wraz z rozwojem technologii medycznej, w świetle możliwości przywrócenia człowieka do życia po dłuższym czasie jego pozostawania w stanie pozornej śmierci, należy ponownie określać koncepcje dotyczące tego, kiedy następuje śmierć – nieobecność aktywności elektrycznej mózgu może być niewystarczającym powodem, aby stwierdzić, że dana osoba jest martwa. W związku z tym zaproponowana została koncepcja śmierci informacyjno-teoretycznej, będąca lepszym sposobem określenia tego, kiedy rzeczywiście następuje śmierć. Koncepcja ta w kilku przypadkach znalazła praktyczne zastosowanie poza ramami krioniki.
W przeszłości miało miejsce kilka naukowych prób mających na celu przywrócenie do życia zmarłych organizmów, co kończyło się umiarkowanym sukcesem. W dziełach fantastyki naukowej, w których istnieje technologia pozwalająca na wykonanie tego typu prób z pozytywnym skutkiem, rzeczywista śmierć różni się od śmierci odwracalnej (reversible death).

## Znamiona śmierci

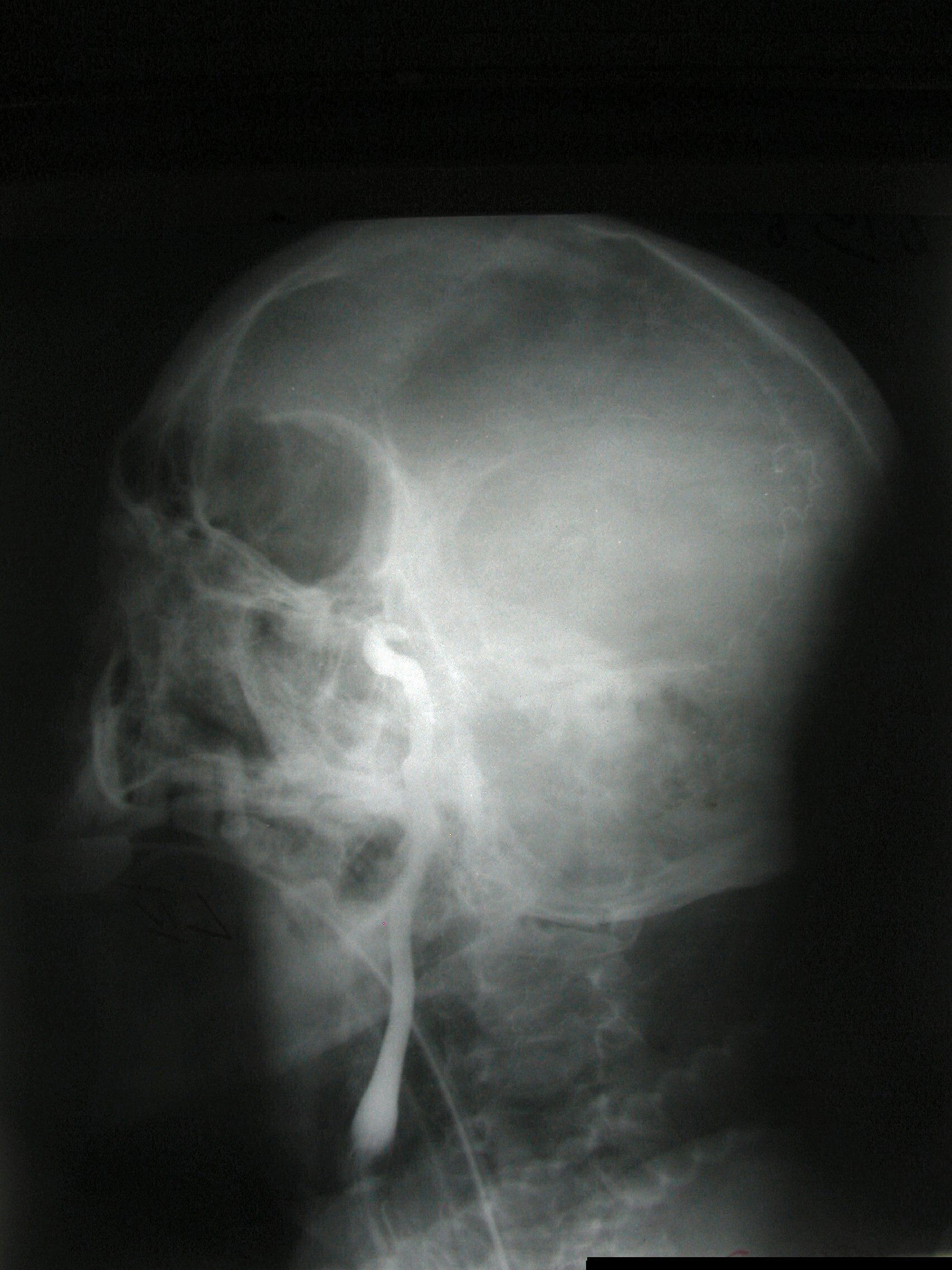
Brak krążenia mózgowego – angiografia – śmierć mózgu

Znamiona śmierci (łac. stigmata mortis) dzielimy na:
- znamiona niepewne:
  - brak oddechu
  - brak tętna
  - bladość powłok (łac. pallor mortis)
  - oziębienie skóry (łac. algor mortis)
- znamiona pewne:
  - plamy opadowe (łac. livores mortis) – mogą pojawić się jeszcze za życia, w trakcie agonii w postaci tzw. „róż cmentarnych”
  - wysychanie pośmiertne (m.in. zmiany w oku: zmętnienie rogówki, zwiotczenie gałki ocznej)
  - stężenie pośmiertne (łac. rigor mortis)
  - autoliza (łac. autolysis)
  - gnicie (łac. putrefactio)
  - strupieszenie (łac. mumificatio)
  - przeobrażenie tłuszczowo-woskowe (łac. saponificatio)
  - przeobrażenie torfowe (łac. sphagnum)
  - rozkład organizmu
  - zeszkieletowanie.

Bladość powłok, wysychanie pośmiertne, oziębienie zwłok, zmiany w oku, plamy opadowe oraz stężenie pośmiertne należą do tzw. wczesnych zmian pośmiertnych. Autoliza, gnicie, strupieszczenie, przeobrażenie tłuszczowo-woskowe, przeobrażenie torfowe oraz zeszkieletowienie należą do tzw. późnych zmian pośmiertnych.

## Śmierć w kulturze i sztuce

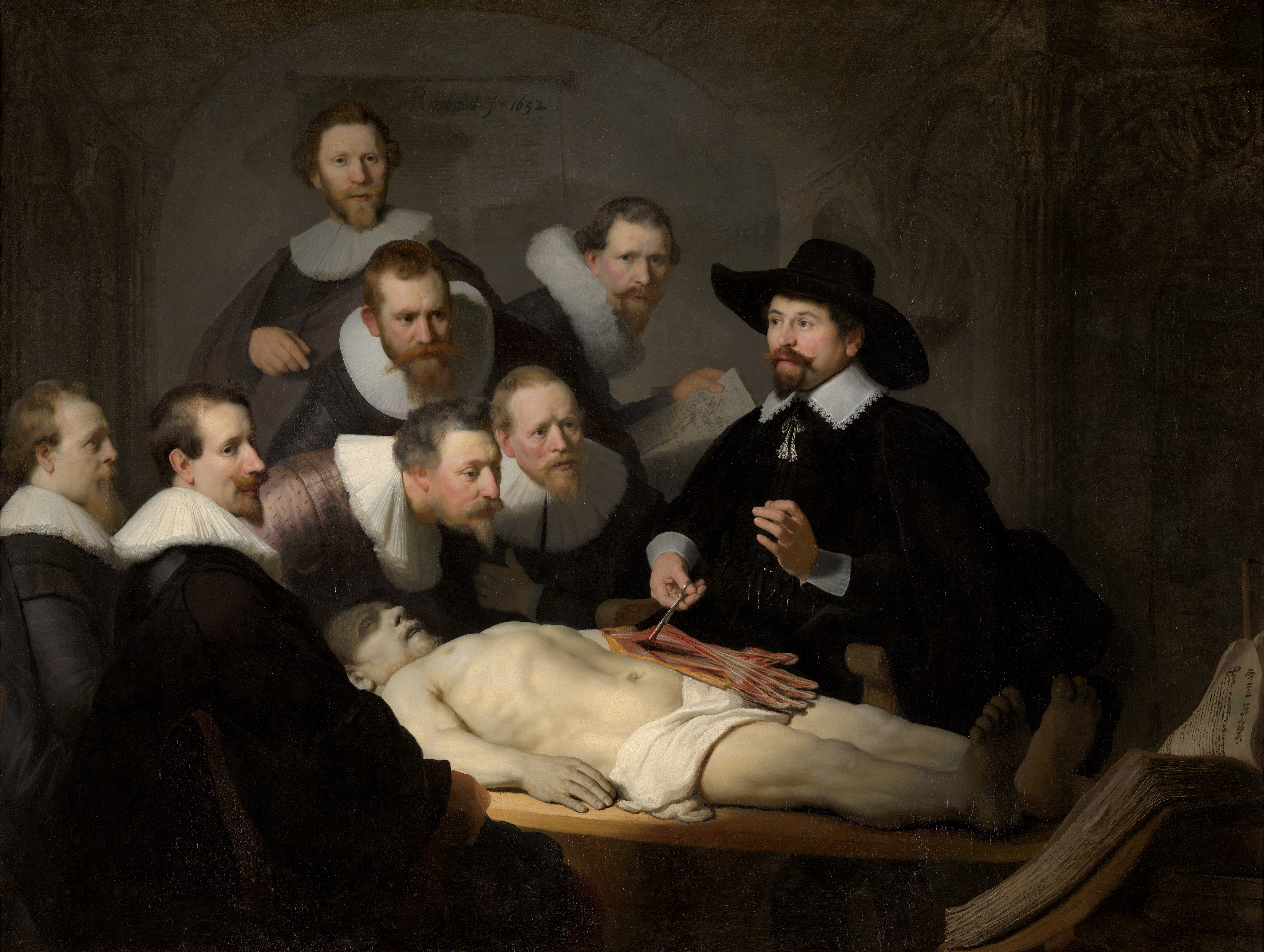
Rembrandt van Rijn, Lekcja anatomii doktora Tulpa (1632)

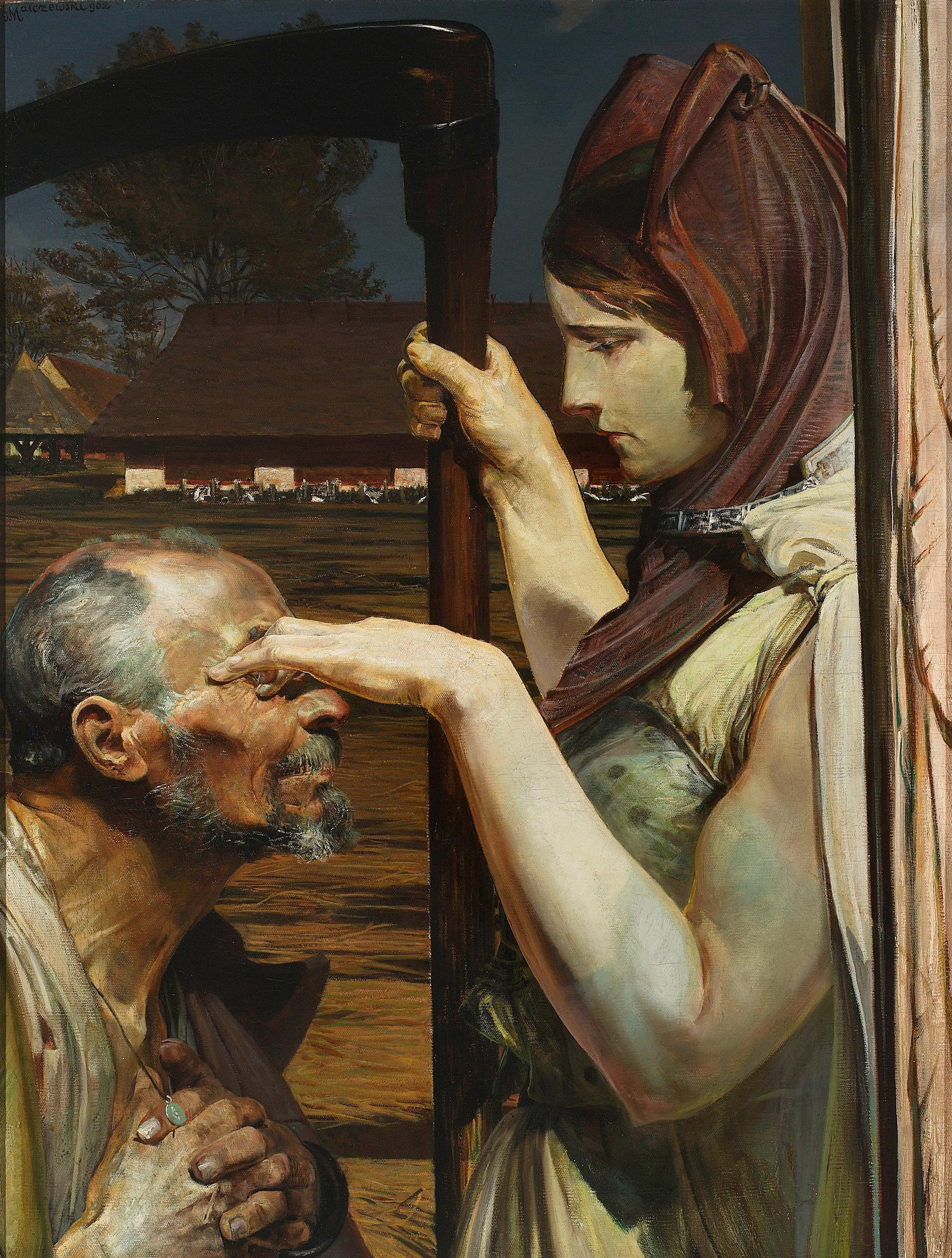
Śmierć – obraz Jacka Malczewskiego z 1902 roku

Śmierć w wielu kulturach uznawana jest przez ludzi za smutną i nieprzyjemną okoliczność. Częstym skutkiem tego jest zazwyczaj zachowanie charakteryzujące się zerwaniem więzi towarzyskiej i rodzinnej ze zmarłym lub uczucie skierowane do niej. Opieka nad umierającym pacjentem, zapewnienie równowagi pomiędzy funkcjami leczniczymi i opiekuńczymi stanowi trudne wyzwanie dla lekarzy, pielęgniarek i rodziny.
Śmierć jest motywem obecnym we wszystkich dziedzinach sztuki. Od starożytności powstawały personifikacje śmierci. Starożytny poeta rzymski Klaudian Klaudiusz jest autorem pojęcia mors omnia aequat (śmierć równa wszystkich i wszystko).
Bardzo licznie występowała w kulturze średniowiecza. Ówczesne miasta były dziesiątkowane przez zarazy i epidemie (np. epidemia dżumy w XIV wieku zabiła 1/3 ludności Europy) oraz konflikty zbrojne. Wpływało to na poczucie nietrwałości życia ziemskiego. Pisarze opisywali w swych utworach kruchość egzystencji ludzkiej.
Charakterystyczny dla tej epoki był także bojaźliwy stosunek do śmierci. Wynikał on głównie z bezradności wobec chorób – poziom medycyny był niski, co również wpływało na dużą śmiertelność. W średniowieczu ludzie znacznie częściej niż współcześnie stykali się ze śmiercią, byli często świadkami umierania bliskich i nie mogli im pomóc.
Epoka ta wypracowała cztery alegorie, toposy, dotyczące śmierci:
- Taniec śmierci (z fr. danse macabre) – motyw często przedstawiany w literaturze i sztuce. Polegał na zobrazowaniu śmierci jako rozkładającej się kobiety, zapraszającej po kolei do tańca każdego człowieka, niezależnie od jego miejsca w hierarchii społecznej i stopnia zamożności.
- Memento mori (Pamiętaj o śmierci) – motyw przypominania, że śmierć może zaskoczyć człowieka w każdym momencie jego życia. Był jednocześnie napomnieniem wiernych do życia bez grzechu.
- Ubi sunt? (łac.), zwany też Gdzież oni są? – skrót pytania retorycznego Ubi sunt qui ante nos fuerunt? (Gdzie są ci, którzy byli przed nami?), używany w literaturze średniowiecza (zwłaszcza w poezji) dla określenia przemijania i tęsknoty za przeszłością.
- Śmierć jako kościotrup – czasem ukazywany z gnijącym jeszcze ciałem. Najczęściej w postaci kobiety przepasanej tkaniną.

Inne charakterystyczne motywy literackie w średniowieczu to mors repentina (śmierć nagła, gwałtowna, niespodziewana) oraz jej przeciwieństwo: ars moriendi (czyli sztuka umierania, czasem zwana też ars bene moriendi – sztuką dobrego umierania). We francuskim eposie rycerskim Pieśń o Rolandzie śmierć tytułowego bohatera na polu walki została przedstawiona w sposób niezwykle patetyczny. Sam moment umierania opisany jest nie jako krótka chwila, lecz wypełniony wieloma gestami i zachowaniami bohatera skomplikowany rytuał. Ostatnie chwile życia Rolanda nabierają wymiaru symbolicznego: Biegnie rycerz pędem na szczyt góry, położył się na zielonej murawie twarzą do ziemi. Pod siebie kładzie swój miecz i róg. Ku Hiszpanii obrócił twarz. Bieg na szczyt góry ma być ostatecznym znakiem zdobycia nieśmiertelnej sławy. W ostatniej chwili życia Roland pnie się po raz ostatni wzwyż, by z tej perspektywy spojrzeć na świat i podbity kraj. Położenie się na murawie oznacza godne i świadome zakończenie życia, koniec służby ojczyźnie i swojemu rycerskiemu powołaniu. Zwrócenie twarzy w stronę Hiszpanii stanowi symboliczny gest świadomości dokonania wielkiego dzieła, dla którego warto umrzeć. Roland umiera w przeświadczeniu, że zasłużył na zbawienie, wypełnił bowiem do końca swój rycerski obowiązek. W chwili śmierci Bóg zsyła mu swego Anioła Cherubina i świętego Michała opiekuna, a z nimi przyszedł i święty Gabriel. Niosą duszę hrabiego do raju.
Motyw śmierci pojawiał się później często w baroku i romantyzmie. Na obrazie olejnym Śmierć polskiego symbolisty Jacka Malczewskiego, jest ona ukazana jako młoda kobieta, stojąca przed klęczącym starcem. Anioł Śmierci jest w interpretacji Malczewskiego aniołem spokoju i wyzwolenia.

### Śmierć w kulturze współczesnej

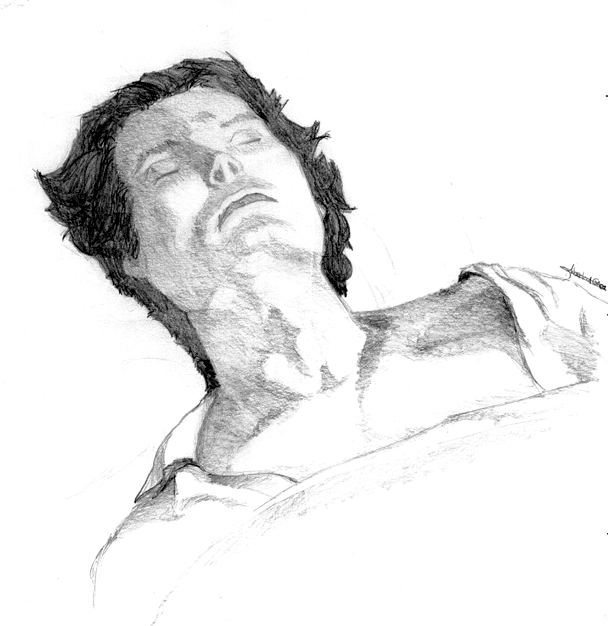
Szkic – portret martwej kobiety (2001)

Wielu współczesnych twórców, nawiązując do tradycji, personifikowało śmierć. Przykładami mogą być:
- Literatura: Śmierć z książek Terry’ego Pratchetta
- Komiks: Śmierć z serii Sandman autorstwa Neila Gaimana

## Śmierć w religiach i wierzeniach
Śmierć jest częstym elementem symboliki religijnej, czy to w związku z powstaniem z martwych, czy reinkarnacji.
W mitologiach wyznań politeistycznych i henoteistycznych często obecne były istoty wyższe kojarzone ze śmiercią (np. Hel w mitologii nordyckiej, czy Hades w greckiej). Czasami, jak w przypadku Ozyrysa w mitologii egipskiej, bóg śmierci był jednocześnie bogiem życia.

### Śmierć w wierzeniach egipskich
Egipcjanie przywiązywali ogromną wagę do przetrwania ciała po śmierci. Uważali, że w czasie śmierci człowiek rozpada się na dwa pierwiastki: ka – sobowtór ziemskiego ciała, duchowa osobowość i ba – dusza przedstawiana jako ptak z wielką głową. Ponieważ ka miała potrzebować po śmierci ciała dlatego mumifikowano zwłoki, budowano wielkie grobowce i malowali sceny z życia zmarłego na ścianach, aby ka mogła powrócić i cieszyć się życiem po śmierci, tak jakby wciąż była wśród żywych.

### Śmierć w mitologii greckiej
Według mitologii greckiej zmarły trafiał do Hadesu. Zmarłemu wkładano do ust obola, aby mógł zapłacić Charonowi za przewóz przez rzekę Styks. Personifikację śmierci stanowił bóg Tanatos, brat snu – Hypnosa. Jedną z funkcji boga Hermesa (jako Hermes Psychopompos) było „prowadzenie” dusz zmarłych do krainy zmarłych. Najgorsi przestępcy trafiali do Tartaru, natomiast dobrzy za życia ludzie – na Pola Elizejskie.

### Śmierć w wierzeniach wikingów
Według wikingów istnieją trzy krainy do których możemy udać się po śmierci. Pierwszą jest pełna wszelkich przyjemności Walhalla, do której idą osoby poległe w boju, stając się einherjarami. Mają oni trenować i czekać na nadejście Ragnaröku, kiedy to staną do ostatecznego boju u boku Odyna przeciwko olbrzymom z Lokim na czele. Drugą jest Folkwang. Są to zaświaty Wanów dla poległych bohaterów rządzone przez boginię Freję. Trzecią jest Helheim, jeden z dziewięciu światów. Trafiają tam osoby zmarłe z powodu chorób, starości itp. Rządzi tam bogini Hel, córka Lokiego, bogini śmierci. Osoby, które trafią do Helheimu prawdopodobnie nie będą brały czynnego udziału podczas Ragnaröku.

### Śmierć w wierzeniach Słowian
W świetle analogii antropologicznych wynika, że według Słowian elementów duchowych (choć zakres pojęciowy określeń duch i dusza był wśród Słowian dość szeroki, o stosunkowo zatartych granicach) było w człowieku zapewne więcej niż tylko jeden, a ich losy pośmiertne były różne. Według jednej z bardziej popularnych koncepcji, wyodrębniano dwie zasadnicze formy składowe ducha – duszę jaźni i życia. Jeden z tych pierwiastków jako iskra boża stanowił reinkarnowany element życia, który po śmierci (poprzez Wyraj Niebiański lub też Drzewo Przodków) powracał na ten świat, by się odrodzić. Drugi przenikał na inną płaszczyznę bytowania lub też był odsyłany jak najwcześniej do Nawii, by zjednoczyć się z przodkami. 

### Śmierć w wierzeniach Majów i Azteków
Często składane były w tych państwach ofiary z ludzi (zwykle jeńców wojennych, lecz nie brakowało też ochotników, którzy chcieli dostąpić tego zaszczytów z powodu rozległej już choroby bądź z powodów bardziej osobistych), których śmierć była konieczna do zadowolenia bogów. Złożenie się w ofierze było zaszczytem.

### Śmierć w wierzeniach Tolteków
Polega na obecności istoty „śmierci” po naszej lewej stronie na wyciągnięcie ramienia. Jest ona myśliwym wyczekującym na dobry moment wyciągnięcia nas z ciała, by zapoczątkować nowe życie. Według wierzeń Tolteków trzeba ciągle pamiętać o niej i traktować ją jak swego doradcę, którego możemy o wszystko zapytać.

### Śmierć w hinduizmie
W hinduizmie śmierć nie jest kresem życia. Przejęta jest tu wiara w reinkarnację, czyli ponowne wcielanie się atmana (duszy). Nie musi to jednak być wcielenie w człowieka, a na przykład w zwierzę albo boga.

### Śmierć w buddyzmie
Buddyzm, podobnie jak hinduizm, naucza o reinkarnacji, jednak równocześnie odrzuca koncepcję niezmiennej duszy (anatman). Po śmierci fizycznego ciała następuje rozpad człowieka na pięć składników, tzw. skandh – forma materialna, uczucia, rozum, wola, świadomość. Jedynie karma danego człowieka przeniesie się do przyszłego wcielenia. Zwolennicy koncepcji czittamatra (tłum. tylko umysłu), przyjętej zarówno w buddyzmie tybetańskim, jak i w zen, mają jeszcze bardziej wysublimowaną teorię. Jednak najbardziej szczegółowe nauki o procesie rozpadu związanym z umieraniem opisane są w teorii wadżrajany, gdzie po owym procesie następuje stan pośmiertny bardo, więcej czytaj w: Proces umierania w teorii wadżrajany.

### Śmierć w judaizmie
Po rozłączeniu z ciałem dusza ludzka (nefesz) zstępuje do Szeolu – otchłani. Księgi Starego Testamentu zachowują ślady ewolucji wiary w to, co dzieje się z człowiekiem po śmierci. Pierwotnie przebywanie duszy w Szeolu rozumiano jako trwanie w stanie braku jakiejkolwiek aktywności, snu, zapomnienia przez Boga. W okresie Niewoli babilońskiej stopniowo rodzi się wiara w to, że Bóg ma władzę nad zmarłymi w Szeolu. Podkreślana przez judaizm jedność duszy i ciała doprowadziła do powstania doktryny o zmartwychwstaniu powszechnym podczas końca świata (nie przyjmowali tej doktryny Saduceusze).
W ruchu kabała pojawia się wiara w reinkarnację.

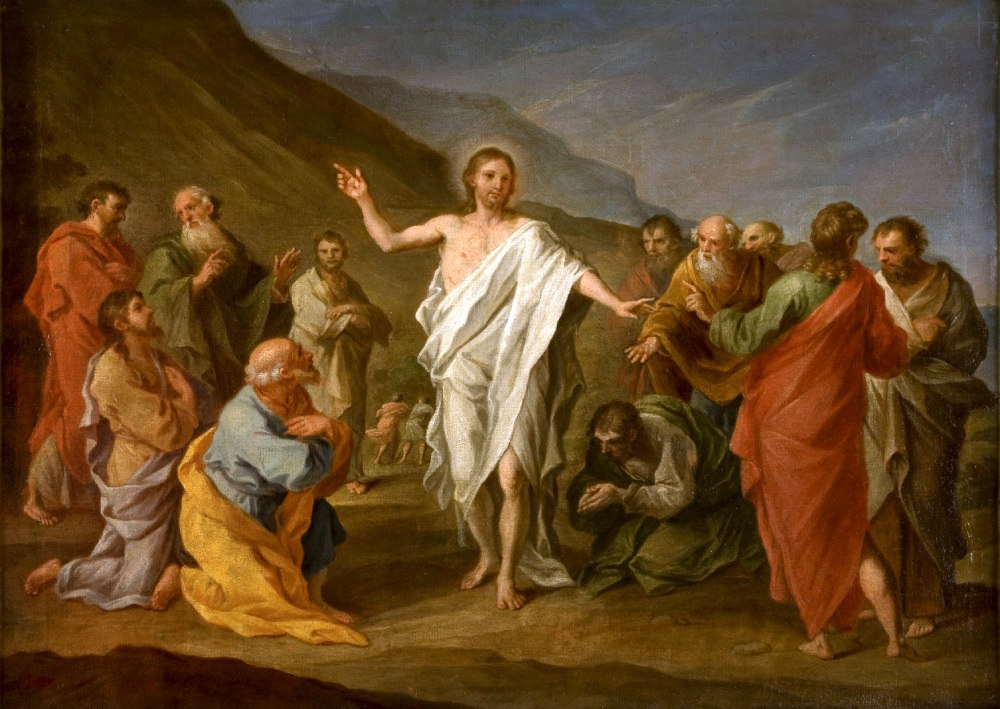
Zmartwychwstanie – obraz Szymona Czechowicza

### Śmierć w chrześcijaństwie
Na podstawie wiary w zmartwychwstanie Chrystusa większość chrześcijan wierzy, iż śmierć jest oddzieleniem duszy od ciała. Stan rozłączenia duszy i ciała jest czymś nienaturalnym, gdyż człowiek jest jednością. Zmartwychwstanie polega na przywróceniu tego stanu. Chrześcijaństwo stanowczo odrzuca reinkarnację.

#### Katolicyzm
W katolicyzmie rozwijana jest myśl Arystotelesa i św. Tomasza, głosząca, że człowiek to jedność duszy i ciała. Dusza jest formą człowieka, która z substancji tworzy jego ciało. W zmartwychwstaniu dusza na nowo organizuje substancję człowieka mającego zarówno duszę, jak i ciało.
Po śmierci dusza ludzka podlega sądowi szczegółowemu, po której otrzymuje ona natychmiast zapłatę za swoje czyny: bezpośrednie wejście do wiecznej szczęśliwości w niebie, bądź umożliwiające je oczyszczenie w czyśćcu, albo potępienie wieczne.
Tajemnica życia pośmiertnego dopełni się wraz z Sądem Ostatecznym. Wtedy to ci, którzy pełnili dobre czyny, pójdą na zmartwychwstanie życia; ci, którzy pełnili złe czyny – na zmartwychwstanie potępienia. (Ewangelia Jana 5, 28-29) To zmartwychwstanie będzie miało charakter powszechny. Po nim „sprawiedliwi, uwielbieni w ciele i duszy, będą królować na zawsze z Chrystusem.”.
Według teologów katolickich od czasów apostolskich Kościół modli się za zmarłych przebywających w czyśćcu, pamiętając o nich szczególnie przy składaniu Ofiary Eucharystycznej. Szczególnym czasem tych modlitw jest Dzień Zaduszny i – tradycyjnie – cały listopad.

#### Świadkowie Jehowy
Świadkowie Jehowy wierzą, że śmierć jest następstwem grzechu odziedziczonego po Adamie. Śmierć człowieka to śmierć duszy (wierzą, że według Biblii człowiek żyjący jest duszą; nie posiada nieśmiertelnej duszy); ustają wszelkie funkcje życiowe, umarli nie mogą nic czuć ani w żaden sposób wpływać na żyjących. Odrzucają – jako niebiblijne – wiarę w reinkarnację oraz w doktrynę o czyśćcu. Wierzą, że śmierć jest przeciwieństwem życia. Ludzie w momencie śmierci przestają istnieć, lecz istnieją w pamięci u Boga. Ponowne zaistnienie jest możliwe dopiero przy zmartwychwstaniu.

#### Dzisiaj
Współcześnie chrześcijaństwo nie pozwala jednostce na podejmowanie decyzji o życiu innych (dyskusja wokół aborcji oraz kary śmierci), a także swoim (eutanazji). Chrześcijanie wierzą bowiem, iż życie daje Bóg i tylko Bóg ma prawo je odebrać.
Zobacz też: pogrzeb chrześcijański, świętych obcowanie.

### Śmierć w islamie
W islamie śmierć jest przejściem z jednego życia do drugiego. Podobnie jak w chrześcijaństwie, wierzy się, że tylko Bóg ma prawo odebrać życie, ponieważ to On nam je dał. Islam nie uznaje eutanazji ani samobójstwa z tego właśnie względu. Dlatego samobójca, choćby robił to rzekomo w imię religii, nie tylko nie ma statusu męczennika, ale wręcz odstępcy od wiary, jako że uzurpował przywilej należny tylko Bogu – decydowanie o życiu własnym, a czasem innych ludzi, bezprawnie. To jest opinia akceptowana przez część teologów prawa w islamie; zdania są podzielone wśród nich co do tego, czy samobójca jest tylko grzesznikiem, czy bluźniercą, w zależności od motywów działania, jednak większość uważa pierwszą opcję za słuszną.
Aborcja jest dozwolona, ale tylko do trzech pierwszych miesięcy, gdyż muzułmanie wierzą, że człowiek otrzymuje duszę po upływie tego czasu i od tego momentu można uznać, że rozpoczęło się życie nowej istoty ludzkiej. Co więcej, aborcja jest dopuszczalna tylko w przypadku konieczności, jak na przykład zagrożenie życia lub zdrowia matki, wynikające ze skomplikowanej ciąży. Istnieją jednak wyjątki. Jednym z nich jest aborcja w razie konieczności, innym zaś – kara śmierci za najcięższe zbrodnie. Niemniej jednak tylko wyrok sądowy o mocy prawnej, poparty niezbitymi i autentycznymi dowodami oraz zeznaniami naocznych i prawdomównych świadków może być podstawą do zastosowania kary śmierci, nie inaczej. Tam, gdzie prawo zwyczajowe nie koliduje z prawem religijnym, można stosować się do prawa zwyczajowego.
Według wierzeń muzułmanów po śmierci dusza spotyka dwóch aniołów śmierci – Munkara i Nakira. Aniołowie zadają jej pytania o przebieg życia. Dusze ludzi bogobojnych są pozostawione w spokoju i mogą oczekiwać na Sąd Ostateczny. Dusze grzeszników poddawane są torturze grobu, która jest niejako wstępem do mąk piekielnych.
Dusze tych, którzy zginęli w wyniku prześladowania za wiarę, idą prosto do raju. Strefa pomiędzy rajem, piekłem i niebiosami, to Barzah jest czymś w rodzaju katolickiego czyśćca. Sam raj to jeszcze coś innego niż niebiosa, których jest siedem, tj. siedem sfer niebieskich, ponad którymi znajduje się raj.
Wierzący grzesznik po odbyciu kary w piekle, ma szansę na raj, a jeśli nie idzie do raju, to wychodzi z piekła i trafia do pierwszego nieba według islamu sunnickiego czterech szkół, tj. islamu większościowego, ale nieortodoksyjnego, w zależności od tego, co uznajemy za ortodoksję. Niewierzący natomiast pozostaje w piekle na zawsze. Dusze przechodzą po moście Sirat [Koran wspomina o nim], cienkim jak nić pajęcza, zanim wejdą do raju. Jest to próba, podczas której zasługujący na karę wpadają do piekła, inni zaś przechodzą go w różnym tempie, zależnie od swoich uczynków i stopnia pobożności.
Według Koranu każdy człowiek, nawet zbrodniarz, zasługuje na pogrzeb, który powinien odbyć się najpóźniej dobę po zgonie. Ceremonia pogrzebowa to krótka modlitwa oraz pochówek.

## Śmierć w polskiej kulturze ludowej
Śmierć w polskiej kulturze ludowej postrzegana była jako pewnego rodzaju „próg”, z którym wiązano wiele magicznych znaków i niewytłumaczalnych wydarzeń. Wraz ze zbliżającą się śmiercią danej osoby można zaobserwować wiele znaków, które prorokują rychłe odejście kogoś z rodziny. Owe „przepowiednie” były związane głównie z przyrodą i naturą. Wieszcze zdolności przypisywano przede wszystkim psom, które wyły z głową skierowaną ku ziemi, ale także ptakom oraz koniom. Nie mniej jednak najbardziej rozpowszechnioną w Polsce wróżbą jest zachowywanie się właśnie psa. Z jego zachowania ludzie starali się wyczytać nadchodzącą śmierć, ponieważ pies, jak się wierzy, „widzi lub czuje śmierć”. Ciekawe jest także zachowanie konia, który przechodząc obok domu ciężko chorej osoby, obraca nań głowę. Ale nie tylko znaki w przyrodzie przepowiadają odejście człowieka. Wierzono, że również niecodzienne wydarzenia, takie jak pęknięcie lustra, rozsypanie soli lub nawet usłyszenie nawoływań umierającej osoby, której nie ma w pobliżu.
Gdy człowiek czuł, że jego czas już „nadszedł”, kładł się do łóżka i zaczynał żegnać się z bliskimi mu osobami. Przepraszał również wszystkich za krzywdę, która kiedykolwiek wyrządził. Jeśli umierający był katolikiem, to prosił miejscowego księdza o sakrament namaszczenia oraz pokuty. Następnie zapalało się gromnice. Zachowywano ciszę, by nie „przerwać” konania. Bezpośrednio po zgonie zatrzymywano w domu zegary, a zmarłemu do ręki dawano zapaloną świecę gromniczną, koniecznie poświęconą, lusterkiem przyłożonym do ust upewniano się, że człowiek na pewno wyzionął ducha. W niektórych miejscach w Polsce okna celowo się zasłania w pokoju, gdzie leży nieboszczyk. W innych zaś regionach wręcz przeciwnie – otwiera się okna, by dusza zmarłego mogła „odlecieć”. Wierzy się, że bezpośrednio po śmierci zmarły ukazuje się wybranej osobie.
Zgodnie z polską tradycją zmarła osoba powinna przebywać w domu w trumnie jeszcze przez jakiś czas. Zazwyczaj trzy dni. Przez te kilka dni przy zwłokach gromadzą się ludzie, przeważnie starsze kobiety, które modlą się i czuwają przy zwłokach. Lecz owo czuwanie w zależności od regionu może przyjmować różne formy. Otóż na Śląsku, w Wielkopolsce i Małopolsce czuwanie polega jedynie na zebraniu się w domu zmarłego na krótkiej modlitwie wieczornej. W innych częściach Polski, na przykład na Pomorzu, czuwa się przez całą ostatnią noc, a w pozostałych miejscach niemal cały czas. Często do zmarłego przychodzi też młodzież, a nawet dzieci z rodzicami, by je w pewien sposób „oswoić ze śmiercią”. Domownicy częstują gości jadłem i często także alkoholem. Noc przed pochówkiem jest różnie nazywana. Oto kilka przykładów: „pusta noc” (Wielkopolska), „noc żałobna”, „noc opłakana” (Małopolska, południowo-wschodnia Polska), „ostatnia noc”, „noc umrzyka”, „nachabend”, „łubek”, „różaniec”, „wieczorka”, „nałubok” oraz wiele innych. Ciekawym obyczajem jest zakrywanie lub zdjęcia lustra w pokoju, w którym leży trumna ze zmarłym. Miałoby to rzekomo „nie mnożyć” śmierci, nie powielać jej.
Nieboszczyka na jego ostatnią drogę ubierano najczęściej w najlepsze odzienie, choć nigdy nie zakłada się odzienia wierzchniego. Zazwyczaj więc zmarły jest przyodziany w garnitur, najczęściej w kolorach zdecydowanie ciemnych. W niektórych społecznościach szyto długą, prostą, białą koszulę zwaną „śmiertelną”. Często zakłada się nakrycie głowy, lub przynajmniej wkłada się je do trumny. Starsze kobiety przeważnie miały na głowie zawiązaną chustę. Nakaz przykrycia głowy nie obowiązywał natomiast osób młodych, głównie tych, które nie były ożenione. Gdy umierała młoda kobieta, która była panną, ubierano ją w białą suknię, a młodego, nie ożenionego mężczyznę w odświętny strój weselny. Jeśli zmarła osoba była w podeszłym wieku, lecz również stanu wolnego, to zasada obowiązywała podobna. Jeśli chodzi natomiast o mycie zmarłego, to sprawa przedstawia się obecnie całkiem odmiennie niż w czasach choćby PRL-u. Dawniej robiła to osoba spokrewniona, jednak w XXI w. typową praktyką jest korzystanie z usług zakładu pogrzebowego.
Do trumny wkładano także różne przedmioty. Ich dobór zależał od wieku nieboszczyka. Jeśli było to dziecko, to do trumny wkładano rośliny (np. barwinek), natomiast w wypadku starszych osób były to obrazki świętych, różańce, przedmioty, z którymi zmarły był bardzo związany, krzyżyk, książeczki do nabożeństw, protez, których używał za życia, chustkę dla kobiety zamężnej, ale też np. laskę lub kulę. Niekiedy dawane są pieniądze, aby zmarły mógł „opłacić” wstęp do nieba, wykupić swoje grzechy albo wpisać się w nową społeczność w innym świecie. Wierzy się także, iż owe pieniądze potrzebne są, by zapłacić za przepłyniecie przez rzekę oddzielającą dwa światy. Ciekawym obyczajem jest wkładanie gałązek mirtu do trumny osoby niezamężnej oraz wsadzanie to trumny białych poduszeczek, które symbolizują czystość. Ale spotyka się także niegdyś bardzo rozpowszechniony zwyczaj wkładania narzędzi pracy, np. rolnikowi ziaren zboża, a kowalowi młot kowalski. Igły zostawiano w trumnach kobiet, by nie „nudziły się” w zaświatach i mogły szyć.
W dzień wyprowadzenia zwłok na cmentarz w domu zmarłego zbierają się osoby pragnące towarzyszyć w „ostatniej drodze”. Po pewnym czasie wyznaczeni ludzie zamykają wieko i wynoszą trumnę z ciałem z domu. Nad progiem podnoszą trzy razy trumnę i wychodzą na cmentarz. Zmarłego bierze się do kościoła na mszę (jeśli zmarły był chrześcijaninem), a następnie trumnę niesie się na cmentarz, ewentualnie wiezie specjalnie przystosowanym do tego samochodem. Dawniej zamiast zmotoryzowanego środka lokomocji używano konia. Ludzie idą za niesioną lub wiezioną trumną w kondukcie. Niekiedy trzykrotnie popędza się i zatrzymuje konie, które ciągną trumnę z nieboszczykiem.
Sam pochówek uwarunkowany jest od tego, jaką religię wyznawał zmarły i czy w ogóle wyznawał. Na polskiej wsi jednak przy chowaniu trumny do dołka towarzyszy osoba duchowna, najczęściej ksiądz, który modli się za zmarłego i błogosławi jego duszę. Następnie sypie na trumnę garść ziemi, która chwilę potem jest spuszczana w dół. Ziemię sypią także osoby zebrane na pogrzebie.
Stypa, to słowo, które wyparło słowiańskie określenie „trizna” lub „strawne”. Jednak istnieje cała gama innych określeń na poczęstunek po pogrzebie. Oto niektóre z nich: „skórka”, „poczęstne”, „gościna”, „konsolacja”, „traktament”, „obiad”, „kawa”. Stypę urządza się po powrocie z cmentarza dla gości, którzy towarzyszyli zmarłej osobie w jego „ostatniej drodze”. Często szykowano potrawy, które zmarły szczególnie lubił jeść, przygotowywano także osobny stolik z potrawami, żeby jego dusza mogła pożywić się z gośćmi i domownikami. W niektórych rejonach Polski stypa odbywała się w karczmie.
W Polsce zmarli otaczani są szczególnym szacunkiem. Dawne wyobrażenia, jakoby dusze miały żyć razem z żyjącymi, nie zostały nigdy wyplenione z tradycji przez chrześcijaństwo, toteż na przełomie października i listopada obchodzone są święta ku czci zmarłych takie jak Zaduszki (2 XI) oraz Wszystkich Świętych (Święto Zmarłych, 1 XI). Prócz tego podczas wieczerzy wigilijnej (24 XII) dostawia się jedno lub kilka krzeseł dla dusz, a podczas każdego większego święta zapalane są znicze na grobach bliskich.